# Nicosia Challenger
Il Nicosia Challenger è stato un torneo professionistico di tennis giocato su campi in terra rossa. Faceva parte dell'ATP Challenger Series. L'unica edizione si è disputata a Nicosia in Cipro.

## Albo d'oro

### Singolare
| Anno | Campione        | Finalista      | Punteggio |
| ---- | --------------- | -------------- | --------- |
| 1989 | Jaroslav Bulant | Markus Zillner | 6–3, 6–4  |

### Doppio
| Anno | Campioni                            | Finalisti                  | Punteggio     |
| ---- | ----------------------------------- | -------------------------- | ------------- |
| 1989 | Mihnea Năstase Srinivasan Vasudevan | Sean Cole Nicholas Fulwood | 6–3, 7–6, 6–1 |